# Аллан Катерегга
Аллан Катерегга (англ. Allan Kateregga, нар. 3 червня 1994, Кампала) — угандійський футболіст, півзахисник іракського клубу «Ербіль» і національної збірної Уганди.

## Клубна кар'єра
У дорослому футболі дебютував 2012 року виступами за команду «Вікторія Юніверсіті». Наступного року перебрався до кенійського клубу «Таскер», звідки за два сезони повернувся на батьківщину, ставши гравцем клубу БУЛ.
Протягом 2015—2017 років знову грав у Кенії, спочатку за «Ушуру», а згодом за «АФК Леопардс».
Провівши частину 2017 року на батьківщині в оренді у клубі «Кампала Сіті Каунсіл», 2018 року став гравцем південноафриканського «Кейптаун Сіті». У цій команді не став гравцем основного складу і наступного року спочатку був відданий в оренду до «Маріцбург Юнайтед», а згодом перейшов до іракського «Ербіля». 

## Виступи за збірну
2017 року дебютував в офіційних матчах у складі національної збірної Уганди.
У складі збірної був учасником Кубка африканських націй 2019 року в Єгипті. На турнірі був гравцем запасу, лише одного разу вийшовши на заміну наприкінці гри 1/8 фіналу, в якій його команда мінімально поступилася майбутнім фіналістом першості сенегальцям.